# مطار الريان الدولي
مطار ريان المكلا الدولي أو مطار المكلا الدولي (إياتا: RIY، إيكاو: OYRN) هو مطار دولي يقع في مدينة المكلا عاصمة محافظة حضرموت إحدى أكبر محافظات اليمن، يخدم المطار محافظة حضرموت والمدن والقرى التابعة لها.

## خطوط وشركات الطيران
- الخطوط الجوية اليمنية (صنعاء، عدن، أبوظبي، دبي، جدة، سقطرى، الكويت).
- طيران السعيدة (صنعاء، عدن، سقطرى، الغيضة، تعز، الشارقة).
- أكاديمية بـازرعــة للطيران ( للتدريب الطيران )